# فرونيري
فرونيري هي شركة عالمية لتصنيع الآيس كريم ويقع مقرها الرئيسي في ليمينج بار، شمال يوركشاير، إنجلترا.  وهي أكبر منتج للآيس كريم في أوروبا من حيث الحجم، وثاني أكبر منتج في العالم بعد شركة يونيليفر. 

## روابط خارجية
- موقع رسمي
- صفقة كرافت للأغذية